# Karen Phillips (Schwimmerin)
Karen Anne Phillips, nach Heirat Karen Anne Higgison (* 4. Mai 1966 in Nowra), ist eine ehemalige australische Schwimmerin. Sie gewann bei den Olympischen Spielen 1984 in Los Angeles eine Silbermedaille über 200 Meter Schmetterling. Bei den Commonwealth Games gewann sie je eine Silber- und Bronzemedaille.

## Sportliche Karriere
Die 1,70 Meter große Karen Phillips trat bei den Olympischen Spielen 1984 in zwei Wettbewerben an. Über 400 Meter Lagen belegte sie den dritten Platz im B-Finale und war damit Elfte der Gesamtwertung. Sechs Tage später erreichte sie das Finale über 200 Meter Schmetterling mit der zweitschnellsten Vorlaufzeit, nur die Weltrekordhalterin aus den Vereinigten Staaten Mary T. Meagher war schneller. Im Endlauf gewann Meagher mit 3,66 Sekunden Vorsprung auf Phillips, die ihrerseits 1,35 Sekunden Vorsprung auf die drittplatzierte Deutsche Ina Beyermann hatte.
Zwei Jahre später bei den Commonwealth Games 1986 in Edinburgh siegte über 200 Meter Schmetterling die Kanadierin Donna McGinnis mit 0,74 Sekunden vor Karen Phillips. Über 100 Meter Schmetterling belegte Phillips den vierten Platz. Die australische Lagenstaffel mit Georgina Parkes, Dimity Douglas, Karen Phillips und Angela Harris wurde Dritte hinter den Engländerinnen und den Kanadierinnen.